# Hans Reingruber
Hans Reingruber, né le 30 avril 1888 à Elberfeld et mort le 14 janvier 1964 à Dresde, est un homme politique est-allemand. Il est ministre des Transports de 1949 à 1953. Il est également député à la Volkskammer provisoire entre 1949 et 1950.

## Sources
- (de) Cet article est partiellement ou en totalité issu de l’article de Wikipédia en allemand intitulé « Hans Reingruber » (voir la liste des auteurs).